# Volemys musseri
Volemys musseri là một loài động vật có vú trong họ Cricetidae, bộ Gặm nhấm. Loài này được Lawrence mô tả năm 1982.